# Leveatîn, Radîvîliv
Leveatîn (în ucraineană Лев'ятин) este un sat în comuna Buhaiivka din raionul Radîvîliv, regiunea Rivne, Ucraina.

## Demografie
Componența lingvistică a localității Leveatîn
     Ucraineană (99,05%)
     Alte limbi (0,95%)
Conform recensământului din 2001, majoritatea populației localității Leveatîn era vorbitoare de ucraineană (99,05%), existând în minoritate și vorbitori de alte limbi.